# Maxim (periodico)
Maxim è un periodico mensile internazionale per uomini pubblicato negli Stati Uniti e in altri Paesi del mondo. Famoso per le copertine e i servizi fotografici con protagoniste attrici, modelle e cantanti, è attualmente considerato come una delle riviste del settore più celebri, al pari di GQ ed Esquire.

## Edizioni internazionali

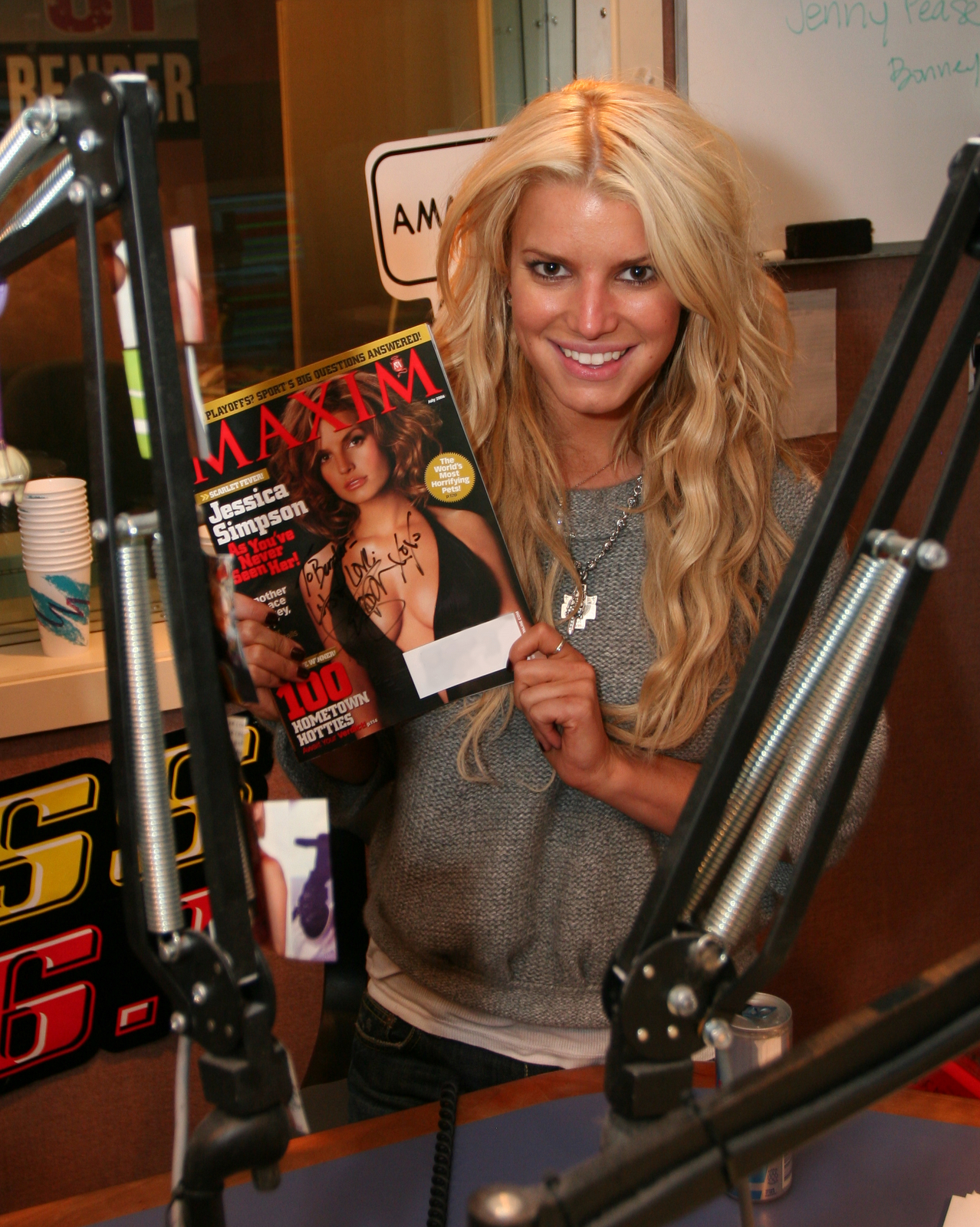
Jessica Simpson con in mano una copia di Maxim da lei autografata e che la ritrae in copertina a KISS 106.1 di Seattle

Rivolto principalmente a un pubblico maschile, Maxim venne fondato nel Regno Unito nel 1995. Sulla copertina del primo numero compariva la modella inglese Lisa Snowdon.
Negli anni successivi il periodico fu lanciato anche in altri paesi, tra cui Ia Francia (dove assunse, per motivi legali, il nome Maximal) e gli Stati Uniti, dove nel 1997 ottenne un indice di vendita superiore ai 2,5 milioni di copie.
Nel 1999 venne anche creato il sito web ufficiale dell'edizione americana del mensile, in cui furono inseriti contenuti non pubblicati sulla rivista cartacea, come le sezioni Girls of Maxim e Maxim Video.
Sulla copertina di Maxim appaiono spesso attrici, modelle o cantanti. All'interno è possibile leggere articoli e interviste su intrattenimento, viaggi, cibo, donne e relazioni interpersonali. Il periodico è inoltre famoso per i servizi fotografici presenti all'interno, che riguardano celebrità femminili.
Il periodico viene inoltre venduto, in alcuni paesi, in abbinamento con calendari sexy.
Dal 2005 al 2008 la rivista venne affiancata in America dal canale radiofonico Maxim Radio, disponibile su Sirius Satellite Radio. Nel 2006 si ipotizzò anche la realizzazione di un casinò a Las Vegas Strip, ma il progetto fu annullato e di conseguenza venne rivenduto anche il terreno acquistato.
Dal 2014 la versione statunitense di Maxim è di proprietà dell'imprenditore Sardar Biglari. Sotto la nuova proprietà è stato eseguito un restyling della rivista, modificandone le dimensioni e il tipo di carta. È stata inserita anche la firma di Biglari sulla copertina di ogni numero e nella testata del sito maxim.com
Al 2017 Maxim viene pubblicato in 11 edizioni internazionali distribuite in 67 nazioni tra cui Australia, Colombia, Repubblica Ceca, India, Indonesia, Messico, Russia, Sudafrica, Corea del Sud, Svizzera e Thailandia.
Sono apparse in servizi fotografici pubblicati dalle diverse edizioni internazionali del periodico cantautrici, attrici e modelle come Christina Aguilera, Michelle Branch, Hilary Duff, Avril Lavigne, Lady Gaga, Marion Raven, Fergie, Britney Spears, Jessica Simpson, Lana Del Rey, Rebecca Romijn, Jennifer Love Hewitt, Shannon Elizabeth, Jessica Alba, Laura Prepon, Eliza Dushku, Shawnee Smith, Brittany Murphy, Helena Bonham Carter, Lucy Liu, Milla Jovovich, Kristen Bell, Sophia Bush, Mary Elizabeth Winstead, Louise Cliffe, Danneel Harris, Kourtney Kardashian, Amy Weber, Amanda Bynes, Kaley Cuoco, Alice Eve, Cobie Smulders, Yvonne Strahovski, Elisha Cuthbert, Alyssa Milano, Amber Heard, Priyanka Chopra, Melissa Satta, Irina Shayk, Candice Swanepoel, Lily Aldridge, Emily DiDonato, Alessandra Ambrosio, Elsa Hosk, Hannah Davis, Sara Sampaio e Stella Maxwell.

## Edizione italiana
Nel luglio 1998 venne creata anche l'edizione italiana di Maxim. La versione italiana, con sede a Milano, trattava argomenti di intrattenimento come musica, cinema, giochi, internet, tecnologia e sport.
Nel periodico furono pubblicate anche interviste a noti personaggi come Kimi Räikkönen, Liv Tyler, Danilo Gallinari, Yao Ming, Troy Bayliss e Ashley Tisdale e servizi fotografici con celebrità come Elisha Cuthbert, Avril Lavigne, Francesca Lodo, Elena Santarelli, Michela Quattrociocche e Costanza Caracciolo.
L'edizione italiana di Maxim venne venduta anche in abbinamento con dei calendari sexy. Tra le celebrità che posarono per le diverse edizioni del calendario Maxim si ricordano Anna Falchi, Alessia Merz, Eleonoire Casalegno, Samantha De Grenet, Alessia Fabiani, Fernanda Lessa e Vanessa Kelly.
Nel 2011 il mensile subì un restyling, che ne modificò la grafica e i contenuti. Dall'aprile 2015 la pubblicazione dell'edizione italiana è sospesa.
Nel 2018 Maxim, dopo 3 anni, torna in Italia con una nuova veste grafica e cadenza bimestrale. La nuova edizione italiana è curata dal gruppo editoriale Magenta.

## La classificaMaxim Hot 100
Dal 2000 Maxim pubblica ogni anno Maxim Hot 100, una classifica delle 100 donne più belle del mondo. La lista delle vincitrici è la seguente:
| Anno | Vincitrice                | Età | Immagine | Nota                                                               |
| ---- | ------------------------- | --- | -------- | ------------------------------------------------------------------ |
| 2000 | Estella Warren            | 21  |          | Prima donna non statunitense a vincere il premio                   |
| 2001 | Jessica Alba              | 21  |          | Prima donna statunitense a vincere il premio                       |
| 2002 | Jennifer Garner           | 30  |          | Prima donna ultratrentenne a vincere il premio                     |
| 2003 | Christina Aguilera        | 23  |          | Prima cantante a vincere il premio                                 |
| 2004 | Jessica Simpson           | 24  |          |                                                                    |
| 2005 | Eva Longoria              | 30  |          | Prima donna latina a vincere il premio                             |
| 2006 | Eva Longoria              | 31  |          | Prima donna a vincere il premio due volte. Vincitrice meno giovane |
| 2007 | Lindsay Lohan             | 21  |          |                                                                    |
| 2008 | Marisa Miller             | 30  |          |                                                                    |
| 2009 | Olivia Wilde              | 25  |          |                                                                    |
| 2010 | Katy Perry                | 26  |          |                                                                    |
| 2011 | Rosie Huntington-Whiteley | 24  |          | Prima donna europea a vincere il premio                            |
| 2012 | Bar Refaeli               | 27  |          | Prima donna asiatica a vincere il premio                           |
| 2013 | Miley Cyrus               | 21  |          | Vincitrice più giovane                                             |
| 2014 | Candice Swanepoel         | 25  |          |                                                                    |
| 2015 | Taylor Swift              | 25  |          |                                                                    |
| 2016 | Stella Maxwell            | 25  |          |                                                                    |
| 2017 | Hailey Baldwin            | 20  |          |                                                                    |
| 2018 | Kate Upton                | 26  |          |                                                                    |
| 2019 | Olivia Culpo              | 27  |          |                                                                    |

Dal 2000 al 2015, Maxim ha pubblicato anche i nomi delle altre donne in classifica. Dal 2016 la classifica delle altre posizioni viene pubblicata seguendo un ordine differente.
Di seguito le prime 5 donne in classifica anno per anno:
| Anno | 1º posto                  | 2º posto             | 3º posto             | 4º posto             | 5º posto              |
| ---- | ------------------------- | -------------------- | -------------------- | -------------------- | --------------------- |
| 2000 | Estella Warren            | Mena Suvari          | Kim Smith            | Christina Aguilera   | Shannon Elizabeth     |
| 2001 | Jessica Alba              | Kirsten Dunst        | Kate Hudson          | Beyoncé              | Gisele Bündchen       |
| 2002 | Jennifer Garner           | Kirsten Dunst        | Beyoncé              | Tara Reid            | Jessica Alba          |
| 2003 | Christina Aguilera        | Shania Twain         | Kristanna Loken      | Charlie's Angels     | Jennifer Lopez        |
| 2004 | Jessica Simpson           | Beyoncé              | Christina Aguilera   | Anna Kournikova      | Jennifer Lopez        |
| 2005 | Eva Longoria              | Evangeline Lilly     | Jennifer Garner      | Lindsay Lohan        | Jessica Alba          |
| 2006 | Eva Longoria              | Jessica Alba         | Lindsay Lohan        | Angelina Jolie       | Stacy Keibler         |
| 2007 | Lindsay Lohan             | Jessica Alba         | Scarlett Johansson   | Christina Aguilera   | Jessica Biel          |
| 2008 | Marisa Miller             | Scarlett Johansson   | Jessica Biel         | Eva Longoria         | Sarah Michelle Gellar |
| 2009 | Olivia Wilde              | Megan Fox            | Bar Refaeli          | Malin Åkerman        | Mila Kunis            |
| 2010 | Katy Perry                | Brooklyn Decker      | Zoe Saldana          | Blake Lively         | Megan Fox             |
| 2011 | Rosie Huntington-Whiteley | Olivia Munn          | Katy Perry           | Cameron Diaz         | Mila Kunis            |
| 2012 | Bar Refaeli               | Olivia Munn          | Mila Kunis           | Katy Perry           | Olivia Wilde          |
| 2013 | Miley Cyrus               | Selena Gomez         | Rihanna              | Mila Kunis           | Jennifer Lawrence     |
| 2014 | Candice Swanepoel         | Scarlett Johansson   | Katy Perry           | Irina Shayk          | Jennifer Lawrence     |
| 2015 | Taylor Swift              | Emily Ratajkowski    | Selena Gomez         | Emma Watson          | Adriana Lima          |
| 2016 | Stella Maxwell            | Nome non disponibile | Nome non disponibile | Nome non disponibile | Nome non disponibile  |
| 2017 | Hailey Baldwin            | Nome non disponibile | Nome non disponibile | Nome non disponibile | Nome non disponibile  |
| 2018 | Kate Upton                | Nome non disponibile | Nome non disponibile | Nome non disponibile | Nome non disponibile  |